# Aladura
Az aladura (= imádkozó nép, emberek) keresztény vallási mozgalom, amely különféle nyugat-afrikai eredetű, több független, prófétai-gyógyító egyházára utal, amelyeket az imádságba, az isteni gyógyításba és a Szentlélek-keresztségbe vetett hit jellemez. Az aladura közösségek evangelikálok, és a pünkösdi-karizmatikus mozgalomhoz kapcsolódó különféle elemek találhatók meg a gyakorlataikban.
Az „aladura” joruba szó, jelentése kb. „imádkozó emberek”, hangsúlyozva a korai hívők hitét az imák erejében és az isteni beavatkozásban.

## Történet
Az anglikán közösségek Nyugat-Afrikában 1895 és 1920 között virágoztak, különösen a jorubák körében, elérve az addig a misszionáriusok elől elzárt Ijebulandot is.
Más afrikai független egyházakhoz hasonlóan az Aladura is afrikai válaszként indult a keresztény egyházak európai ellenőrzésére, válaszként a társadalmi és kulturális korlátokra, valamint valódi spiritualitást kereső megújulási mozgalomként.
A mozgalom kb. 1918 körül jelentkezett az afrikai keresztény közösség fiatalabb elitjénél. Elégedetlenek voltak a nyugati vallási formákkal és a spirituális erő hiányával, és hatással volt rájuk a pünkösdi Faith Tabernacle Church irodalma. 1922-re az anglikán gyakorlattól való eltérések kikényszerítették a Hit Tabernákulum néven ismertté vált csoport elválását, több kis gyülekezettel.
A mozgalom jelentősen kiszélesedett az 1930-as években Joseph Babalola (1906-59), magát karizmatikus gyógyítónak és prófétának valló személy befolyása alatt. Az ő vezetése alatt és a Nagy-Britanniában működő pünkösdista Apostoli Egyház misszionáriusainak támogatásával az Aladura mozgalom különböző csoportjai egyesültek, és megalakították az Apostoli Egyházat. A mozgalmon belüli viták arra késztették Babalolát és Isaac B. Akinyeletet, valamint híveiket, hogy elszakadjanak a pünkösdi Apostoli Egyháztól és 1941-ben megalapítsák a Krisztus Apostoli Egyházát (Christ Apostolic Church). Ez az új egyház gyors növekedésnek örvendett, és elterjedt a szomszédos országokban is, például Ghánában.
Egy másik külön mozgalom 1925-ben alakult ki Orimolade Tonolase joruba próféta és Abiodun Akinsowon, egy fiatal, az anglikán közösséghez tartozó nő vezetésével, aki látomásokat és transzokat élt át, amelyben úgy érezte, hogy új közösséget kell létrehoznia. Ezt a létrejött csoportot Kérubok és Szeráfok Társaságának hívták. 1928-ra a csoport elvált az anglikán egyháztól, majd az alapítók vezetésével kisebb alcsoportokra bomlott fel, amelyek széles körben elterjedtek Nigériában, Beninben, Togóban és Ghánában.
A legnagyobb és legfontosabb mozgalom az Úr Egyháza (Aladura), amelyet Josiah Oshitelu anglikán iskolai tanár és katekéta alapított 1930-ban Nigériában. A böjtjei általi látomásai és áhítatai az anglikán egyháztól való 1926-os elbocsátását eredményezték.
A közössége gyorsan elterjedt Nigéria északi részén, Ghánában, Libériában és Sierra Leonéban,  és Afrikán túl New Yorkban és Londonban is.
A Krisztus Égi Egyháza nevű közösséget (l'Église du Christianisme Céleste) Samuel Oshoffa (1909–1985) alapította 1947-ben Beninben. Állítólag embereket támasztott fel a halálból. Beninben 2007-es adat alapján a népesség öt százaléka tartozik a közösségéhez.

## A közösség

### Főbb egyházak
Főbb mai egyházak, közösségek, az alapítás évével, illetve francia és angol nevükön:
- a Kérubok és Szeráfok Társasága (Kerubok és Szeráfok Örök Szent Rendje, 1925) – la Société des Chérubins et des Séraphins (Eternal Sacred Order of Cherubim and Seraphim),
- az Úr Egyháza (Aladura, 1930) – l'Église du Seigneur (Church of the Lord),
- a Krisztus Apostoli Egyháza ( 1941) – l'Église apostolique du Christ (Christ Apostolic Church),
- a Krisztus Égi (Mennyei) Egyháza (1947) –  l'Église du Christianisme Céleste (Celestial Church of Christ).

### A hívők száma
Nem állnak rendelkezésre hivatalos adatok az aladura mozgalom egészén belüli hívek számáról. 
Az egyik legnagyobb egyháznak, Úr Egyházának (Aladura) az 1990-es években a becslések szerint 1,1 millió tagja volt.
A Krisztus Égi Egyháza nevű közösségnek a 21. század elején kb. egymillió hívője van, köztük kb. 400 ezer fő Beninben. 